# Puchar Turcji w koszykówce mężczyzn
Puchar Turcji w koszykówce mężczyzn (tur. Basketbol Erkekler Türkiye Kupası) – cykliczne krajowe rozgrywki sportowe, prowadzone systemem pucharowym, organizowane corocznie (co sezon) przez Turecką Federację Koszykówki dla tureckich męskich klubów koszykarskich. Drugie – po mistrzostwach Turcji – rozgrywki w hierarchii ważności, w tureckiej koszykówce. Turniej zawieszono w latach 1974–1991.
W sezonie 2006/07 rozgrywki były sponsorowane przez firmę Tadım'ın, w kolejnym sezonie przez Opla, następnie Teknosa (2008/09), a w latach 2010–2014 przez Spor Toto, w 2015 przez Royal Halı ile, a od 2016 przez FIATA.

## Zwycięzcy
- 1966-67  Fenerbahçe
- 1967-68  Altınordu
- 1968-69  İTÜ
- 1969-70  Galatasaray
- 1970-71  İTÜ
- 1971-72  Galatasaray
- 1972-73  TED Ankara Kolejliler
- 1973-91 nie rozgrywano
- 1991-92  Paşabahçe
- 1992-93  Tofaş
- 1993-94  Efes Pilsen
- 1994-95  Galatasaray
- 1995-96  Efes Pilsen
- 1996-97  Efes Pilsen
- 1997-98  Efes Pilsen
- 1998-99  Tofaş
- 1999-00  Tofaş
- 2000-01  Efes Pilsen
- 2001-02  Efes Pilsen
- 2002-03  Ülker
- 2003-04  Ülker
- 2004-05  Ülker
- 2005-06  Efes Pilsen
- 2006-07  Efes Pilsen
- 2007-08  Türk Telekom
- 2008-09  Efes Pilsen
- 2009-10  Fenerbahçe
- 2010-11  Fenerbahçe
- 2011-12  Beşiktaş JK
- 2012-13  Fenerbahçe
- 2013-14  Karşıyaka
- 2014-15  Anadolu Efes
- 2015-16  Fenerbahçe
- 2016-17 Banvit
- 2017-18  Anadolu Efes
- 2018-19  Fenerbahçe Beko

### Tytuły według klubu
| Klub                  | Zwycięzca | Finalista | Zwycięskie lata                                                  |
| --------------------- | --------- | --------- | ---------------------------------------------------------------- |
| Anadolu Efes          | 11        | 4         | 1994, 1996, 1997, 1998, 2001, 2002, 2006, 2007, 2009, 2015, 2018 |
| Fenerbahçe            | 6         | 4         | 1967, 2010, 2011, 2013, 2016, 2019                               |
| Galatasaray           | 3         | 2         | 1970, 1992, 1995                                                 |
| Ülker                 | 3         | 2         | 2003, 2004, 2005                                                 |
| Tofaş                 | 3         | 1         | 1993, 1999, 2000                                                 |
| İTÜ                   | 2         | 1         | 1969, 1971                                                       |
| Türk Telekom          | 1         | 4         | 2008                                                             |
| Beşiktaş JK           | 1         | 3         | 2012                                                             |
| Banvit                | 1         | 2         | 2017                                                             |
| Karşıyaka             | 1         | 1         | 2014                                                             |
| Altınordu             | 1         | 0         | 1968                                                             |
| TED Ankara Kolejliler | 1         | 0         | 1973                                                             |
| Paşabahçe             | 1         | 0         | 1992                                                             |

## Finaliści
| Rok       | Zwycięzca             | Wynik         | Pokonany                 | MVP               |
| --------- | --------------------- | ------------- | ------------------------ | ----------------- |
| 1966–67   | Fenerbahçe            | 84–67 / 65–76 | Muhafızgücü              |                   |
| 1967–68   | Altınordu             | 71–56 / 63–67 | Muhafızgücü              |                   |
| 1968–69   | İTÜ                   | 64–56         | Galatasaray              |                   |
| 1969–70   | Galatasaray           | 86–83         | İTÜ                      |                   |
| 1970–71   | İTÜ                   | 74–69         | Beşiktaş JK              |                   |
| 1971–72   | Galatasaray           | 70–69         | İTÜ                      |                   |
| 1972–73   | TED Ankara Kolejliler | 64–68 / 68–56 | Beşiktaş JK              |                   |
| 1992      | Paşabahçe             | 79–71         | Nasaşspor                |                   |
| 1993      | Tofaş                 | 90–64         | Nasaşspor                |                   |
| 1993–94   | Efes Pilsen           | 81–76         | Fenerbahçe               |                   |
| 1994–95   | Galatasaray           | 66–54         | Ortaköy                  |                   |
| 1995–96   | Efes Pilsen           | 89–63         | Türk Telekom             |                   |
| 1996–97   | Efes Pilsen           | 84–71         | Fenerbahçe               |                   |
| 1997–98   | Efes Pilsen           | 71–67         | Türk Telekom             |                   |
| 1998–99   | Tofaş                 | 77–75         | Fenerbahçe               |                   |
| 1999–2000 | Tofaş                 | 72–54         | Ülkerspor                |                   |
| 2000–01   | Efes Pilsen           | 85–78         | Türk Telekom             |                   |
| 2001–02   | Efes Pilsen           | 78–74         | Darüşşafaka              |                   |
| 2002–03   | Ülkerspor             | 79–63         | Türk Telekom             |                   |
| 2003–04   | Ülkerspor             | 84–74         | Efes Pilsen              |                   |
| 2004–05   | Ülkerspor             | 73–41         | Pınar Karşıyaka          |                   |
| 2005–06   | Efes Pilsen           | 74–68         | Ülkerspor                |                   |
| 2006–07   | Efes Pilsen           | 73–59         | Banvit                   |                   |
| 2007–08   | Türk Telekom          | 80–61         | Oyak Renault             |                   |
| 2008–09   | Efes Pilsen           | 79–70         | Erdemirspor              |                   |
| 2009–10   | Fenerbahçe Ülker      | 72–68         | Mersin B.B.              |                   |
| 2010–11   | Fenerbahçe Ülker      | 81–72         | Beşiktaş JK              | Emir Preldžič     |
| 2011–12   | Beşiktaş JK           | 78–74         | Banvit                   | Serhat Çetin      |
| 2012–13   | Fenerbahçe Ülker      | 63–57         | Galatasaray Medical Park | David Andersen    |
| 2013–14   | Pınar Karşıyaka       | 66–65         | Anadolu Efes             | Bobby Dixon       |
| 2014–15   | Anadolu Efes          | 70–60         | Fenerbahçe Ülker         | Thomas Heurtel    |
| 2016      | Fenerbahçe            | 67–65         | Darüşşafaka Doğuş        | Bogdan Bogdanović |
| 2017      | Banvit                | 75–66         | Anadolu Efes             | Jordan Theodore   |
| 2018      | Anadolu Efes          | 78–61         | Tofaş                    | Krunoslav Simon   |
| 2019      | Fenerbahçe Beko       | 80–70         | Anadolu Efes             | Luigi Datome      |